# Leitchfield
Leitchfield és una població dels Estats Units a l'estat de Kentucky. Segons el cens del 2000 tenia 6.139 habitants.

## Demografia
Segons el cens del 2000, Leitchfield tenia 6.139 habitants, 2.485 habitatges, i 1.615 famílies. La densitat de població era de 270,3 habitants/km².
Dels 2.485 habitatges en un 33,2% hi vivien nens de menys de 18 anys, en un 44,1% hi vivien parelles casades, en un 17,1% dones solteres, i en un 35% no eren unitats familiars. En el 30,9% dels habitatges hi vivien persones soles el 13,6% de les quals corresponia a persones de 65 anys o més que vivien soles. El nombre mitjà de persones vivint en cada habitatge era de 2,34 i el nombre mitjà de persones que vivien en cada família era de 2,89.
Per edats la població es repartia de la següent manera: un 25,5% tenia menys de 18 anys, un 10,3% entre 18 i 24, un 28,6% entre 25 i 44, un 19,8% de 45 a 60 i un 15,8% 65 anys o més.
L'edat mediana era de 35 anys. Per cada 100 dones de 18 o més anys hi havia 82,8 homes.
La renda mediana per habitatge era de 26.108 $ i la renda mediana per família de 32.398 $. Els homes tenien una renda mediana de 27.958 $ mentre que les dones 18.958 $. La renda per capita de la població era de 15.033 $. Entorn del 17,5% de les famílies i el 21,3% de la població estaven per davall del llindar de pobresa.

## Poblacions més properes
El següent diagrama mostra les poblacions més properes.